# Glöbuscher und Benscheider Wiesen
Das Naturschutzgebiet Glöbuscher und Benscheider Wiesen liegt auf dem Gebiet der kreisfreien Stadt Leverkusen in Nordrhein-Westfalen.
Das Gebiet liegt östlich der Kernstadt Leverkusen im Stadtteil Steinbüchel und umfasst das Benscheider Bachtal bis zur Einmündung in den Leimbach zwischen den Ortschaften Höfen, Neuenhaus und der Bebauung an der Piet-Mondrian-Straße.

## Beschreibung
Das etwa 6 ha große Gebiet wurde im Jahr 1979 unter der Schlüsselnummer LEV-001 unter Naturschutz gestellt.
Das Gebiet wird laut Fachinformationssystem des Landesamtes für Natur, Umwelt und Verbraucherschutz in NRW wie folgt beschrieben:

„Bei Höfen, im Osten von Leverkusen, ist die Bachaue des Benscheider Baches und ein Abschnitt der Aue des Leimbaches als Naturschutzgebiet festgelegt worden. Der Benscheider Bach entspringt im Norden des Gebietes unterhalb einer Obstwiese. In seinem Verlauf nach Süden wird er begleitet von Nass- und Feuchtgrünland, Eschenmischwald, Erlenauwald sowie Buchenmischwäldern. Im Nordosten entspringen zwei kalkhaltige Quellbäche aus einer sickernassen Feuchtwiese, durchfliessen den Sumpfwald und münden im Benscheider Bach. Im Süden mündet der Benscheider Bach in den naturnahen Leimbach, der mäandrierend durch Hainsimsen-Buchenwald und Buchenmischwald verläuft. Dieser Komplex ist in einem guten Zustand und der wertvollste in Leverkusen. Im Verbund der bergischen Bachtäler ist dieses Gebiet für Leverkusen der wichtigste Trittstein. Die Schutzziele sollten den Erhalt der Feuchtwiesen und des Wasserregimes beinhalten sowie eine Unterlassung der Nutzung der Waldbereiche.“

Die Kartierung der Biologischen Station aus dem Jahr 2014 ergab eine bemerkenswerte Anzahl von seltenen und besonders schützenswerten Pflanzenarten (in Klammern: Rote Liste - Einstufung) im Gebiet. Hervorgehoben seinen davon u. a.: Breitblättrige Stendelwurz (Epipactis helleborine), Herbstzeitlose (Colchicum autumnale) (RL 3S), Hohe Schlüsselblume (Primula elatior), Kohldistel (Cirsium oleraceum) (RL V), Lerchensporn (unbestimmt) (Corydalis spec.), Rispen-Segge (Carex paniculata) (RL 3), Steife Segge (Carex elata) (RL 3) und Sumpf-Dotterblume (Caltha palustris).

## Schutzziele
Als Schutzziel wurde der Erhalt des wertvollsten Feuchtkomplexes aus naturnahen Bächen, Seggenwiesen, Bruchwald und Hochstaudenfluren in Leverkusen formuliert.

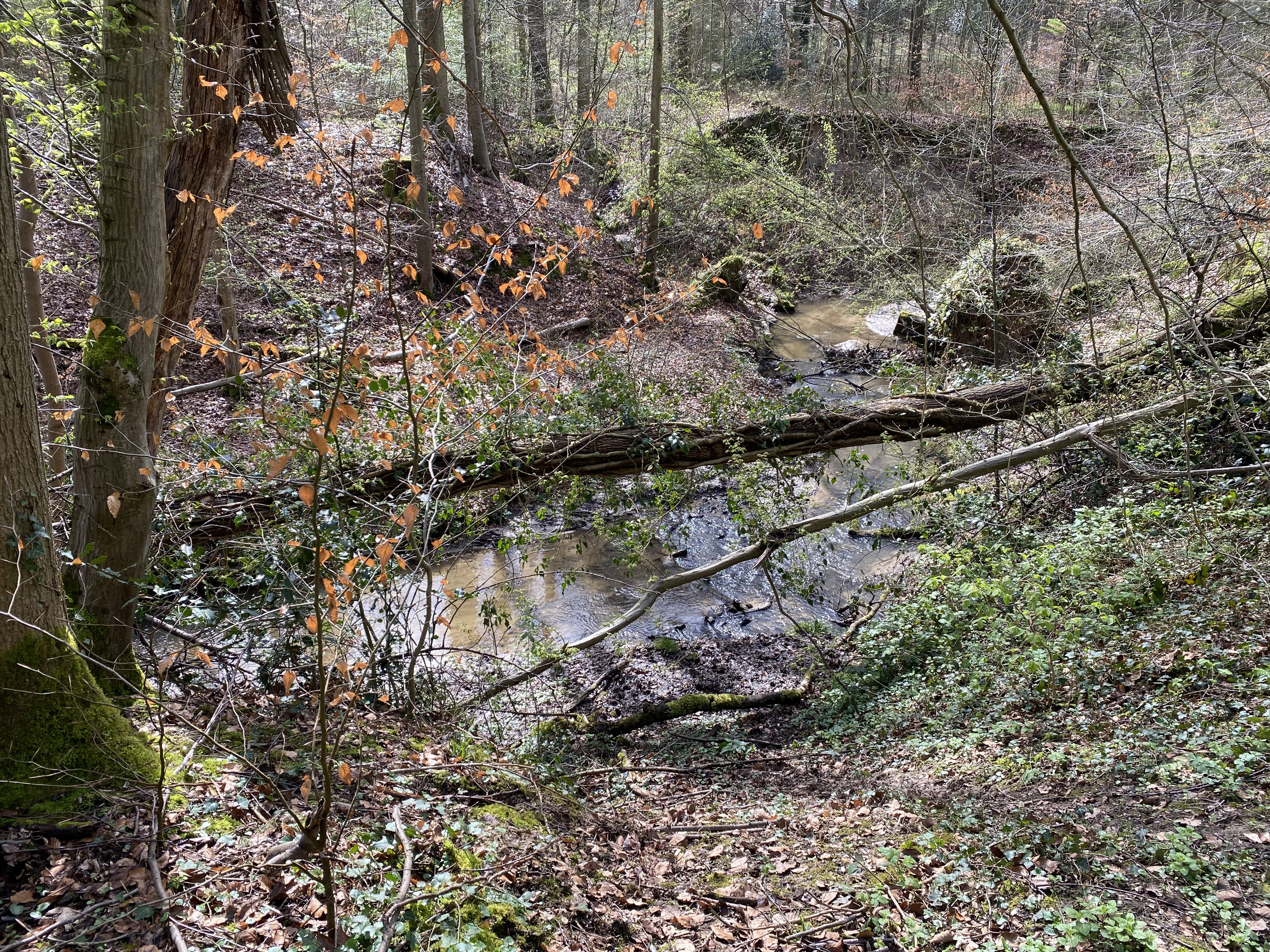
Leimbach im NSG
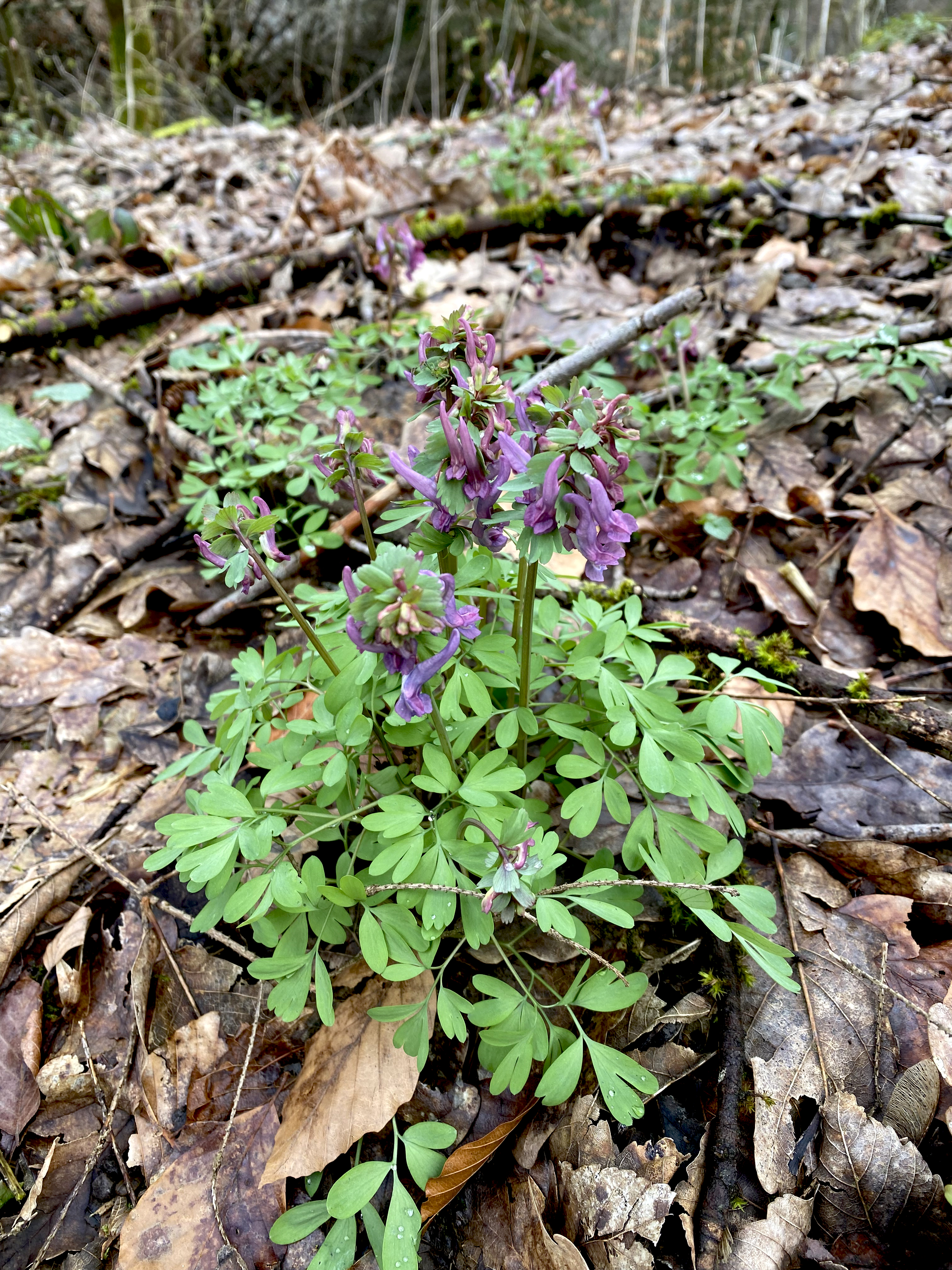
Gefingerter Lerchensporn (Corydalis solida)
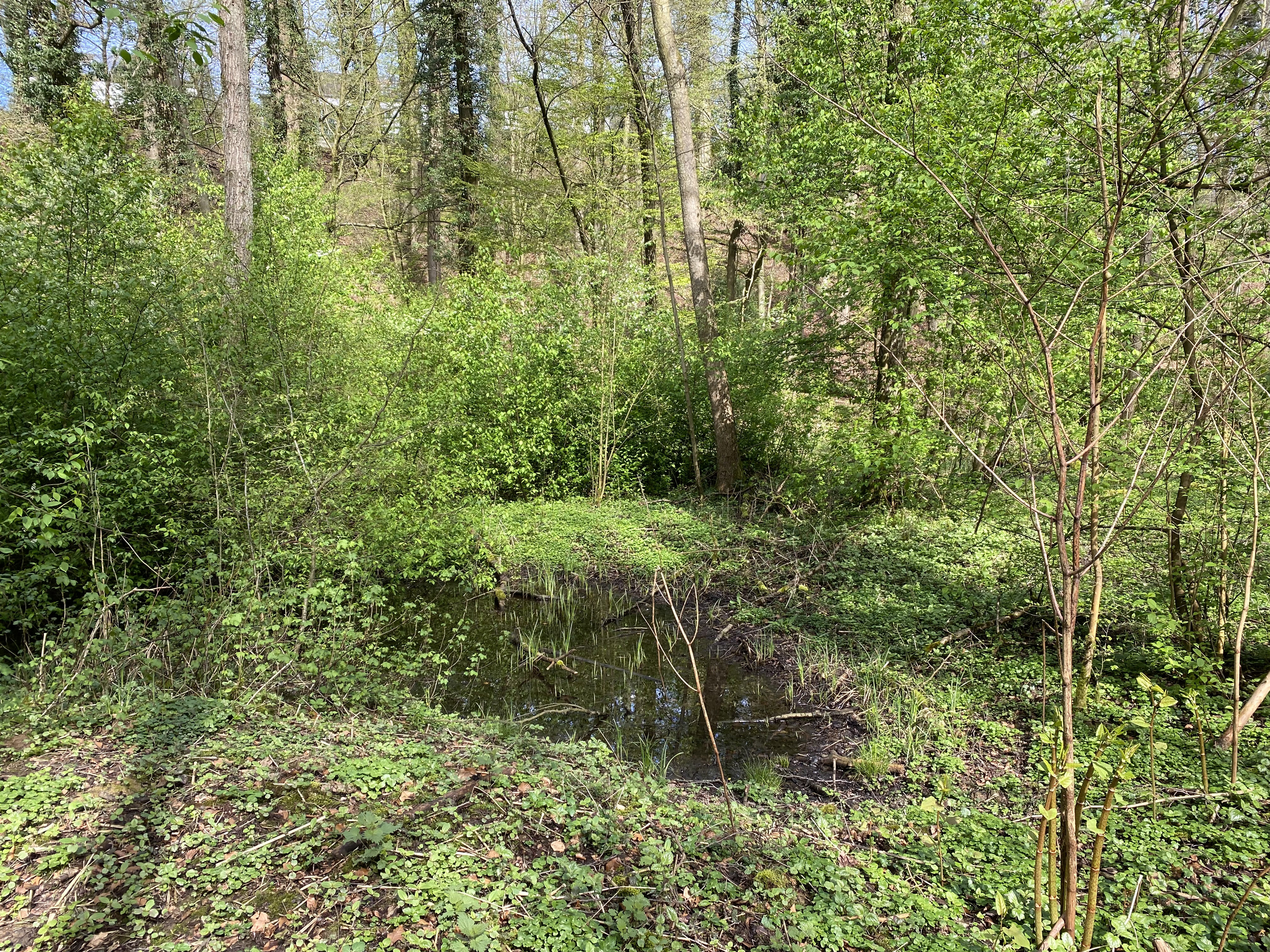
Feuchtbiotop am Benscheider Bach
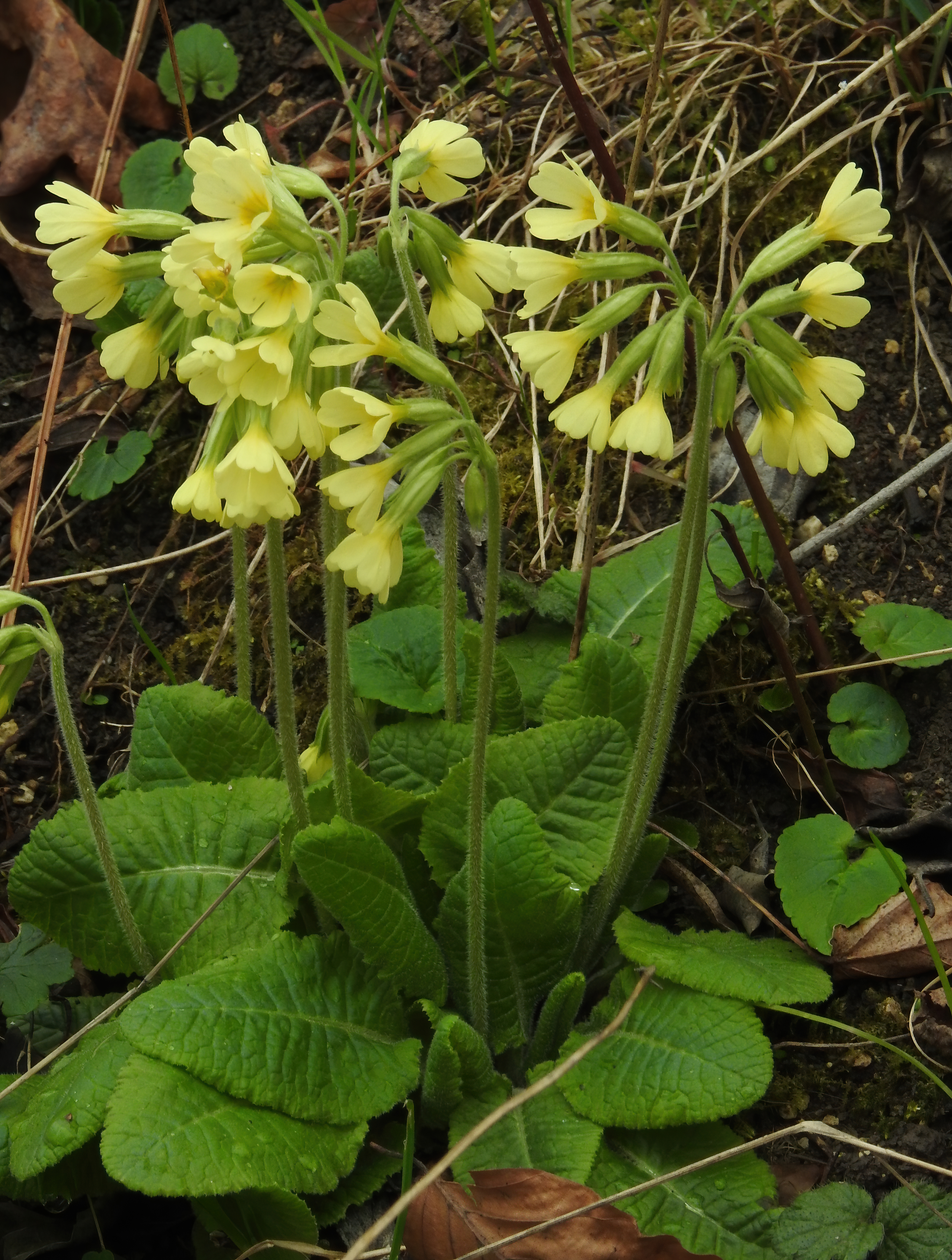
Hohe Schlüsselblume (Primula elatior)
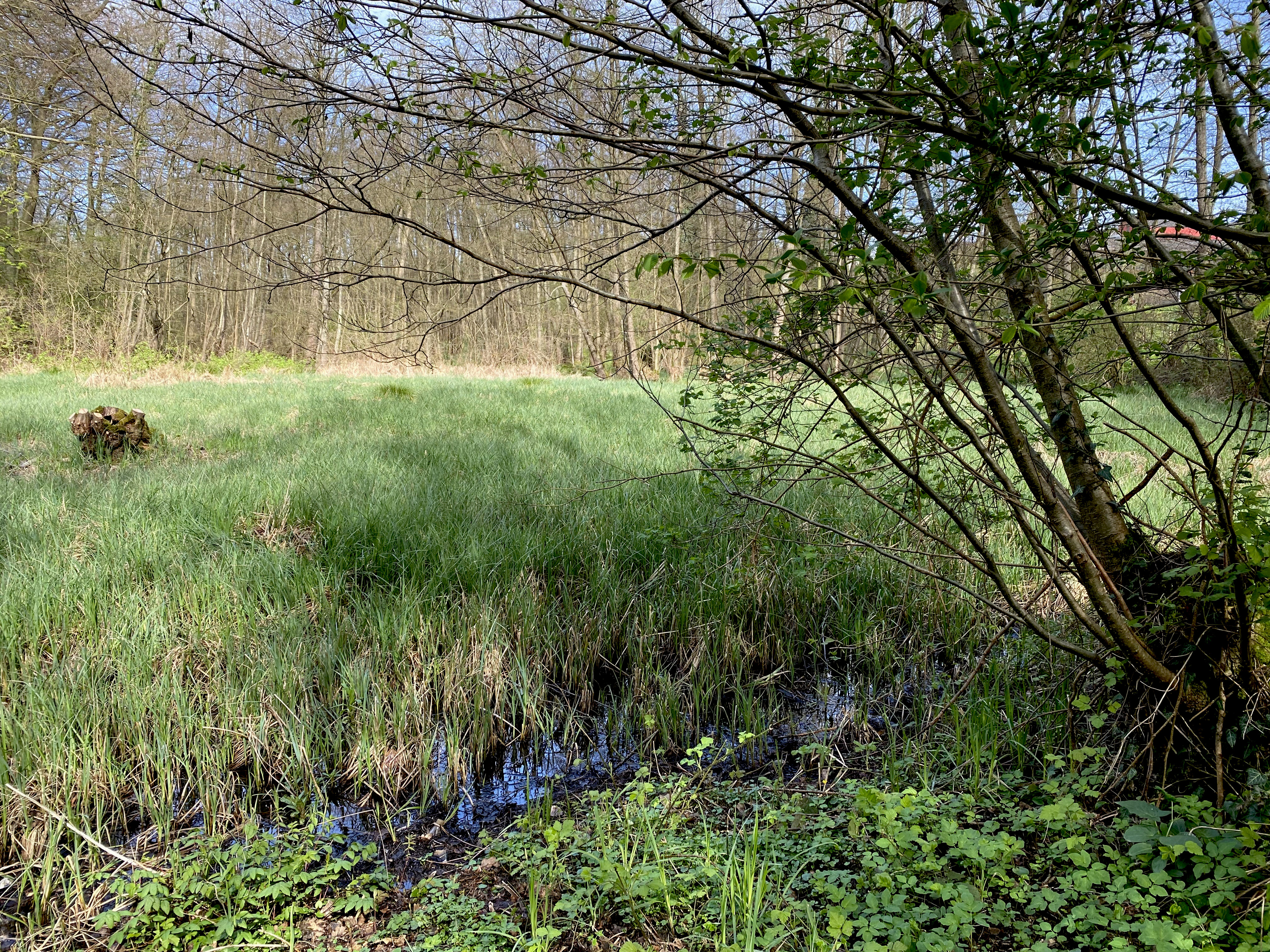
Seggenbestand eines Sumpfes am Benscheider Bach
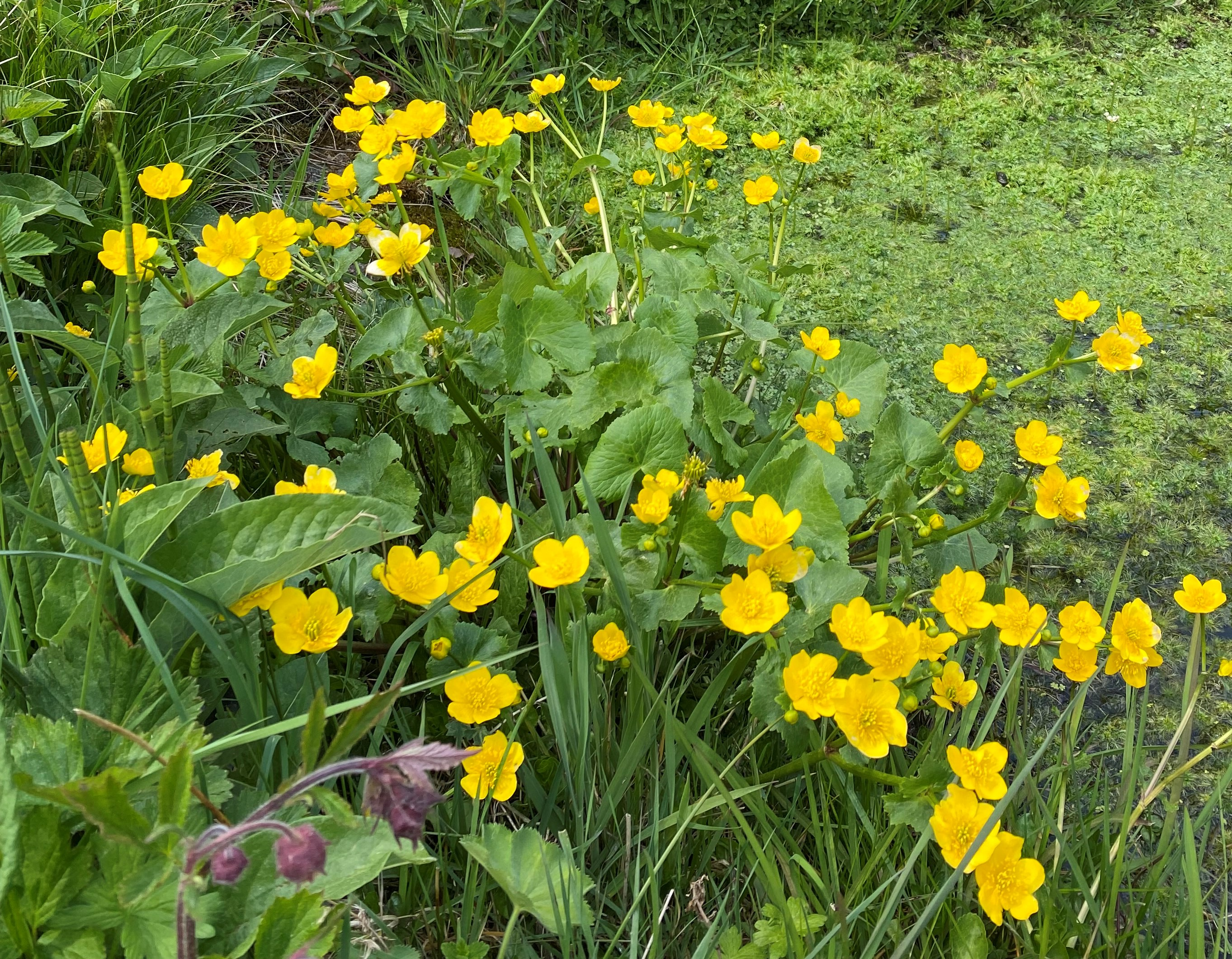
Sumpf-Dotterblume (Caltha palustris)
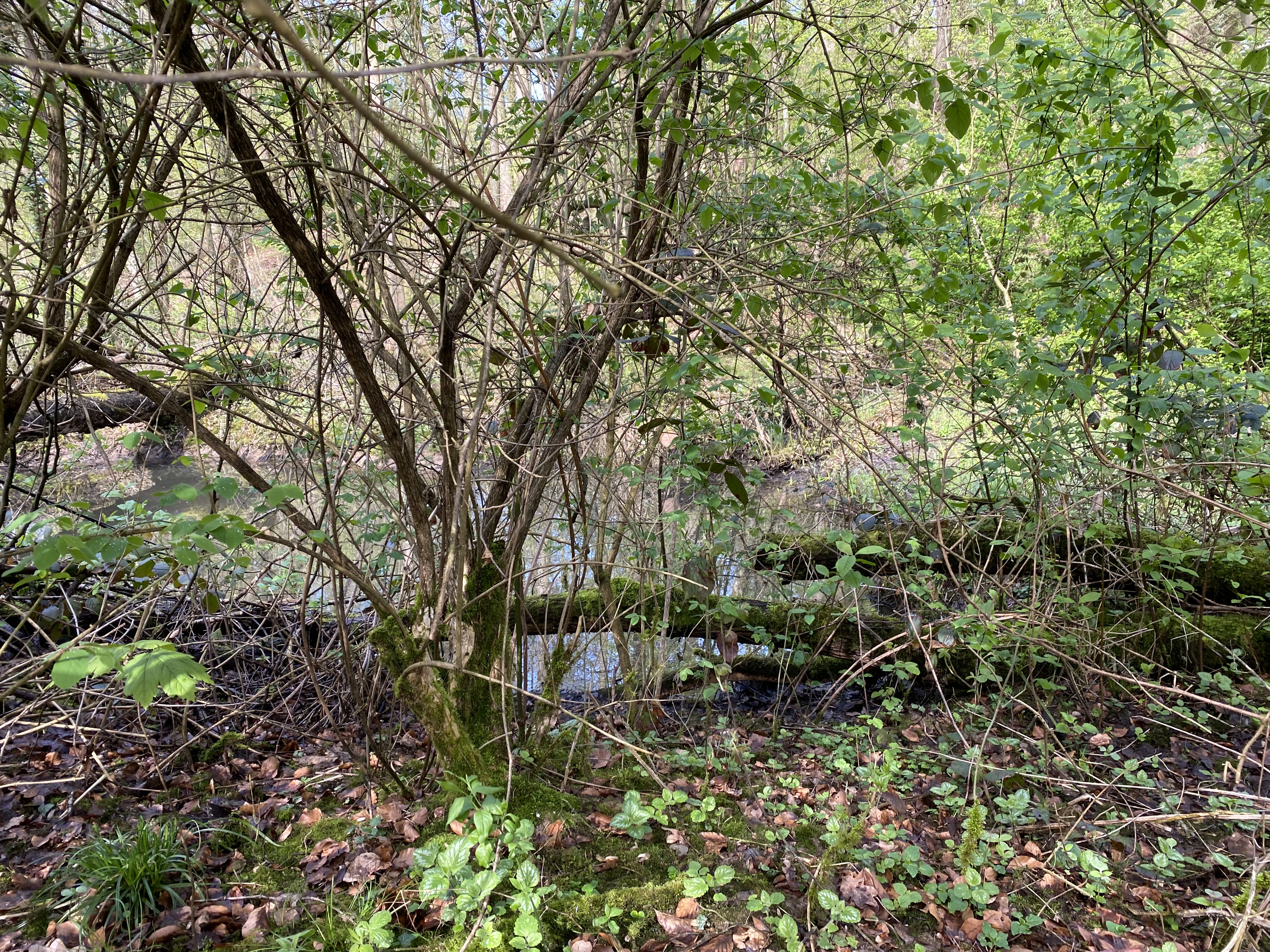
Feuchtbiotop
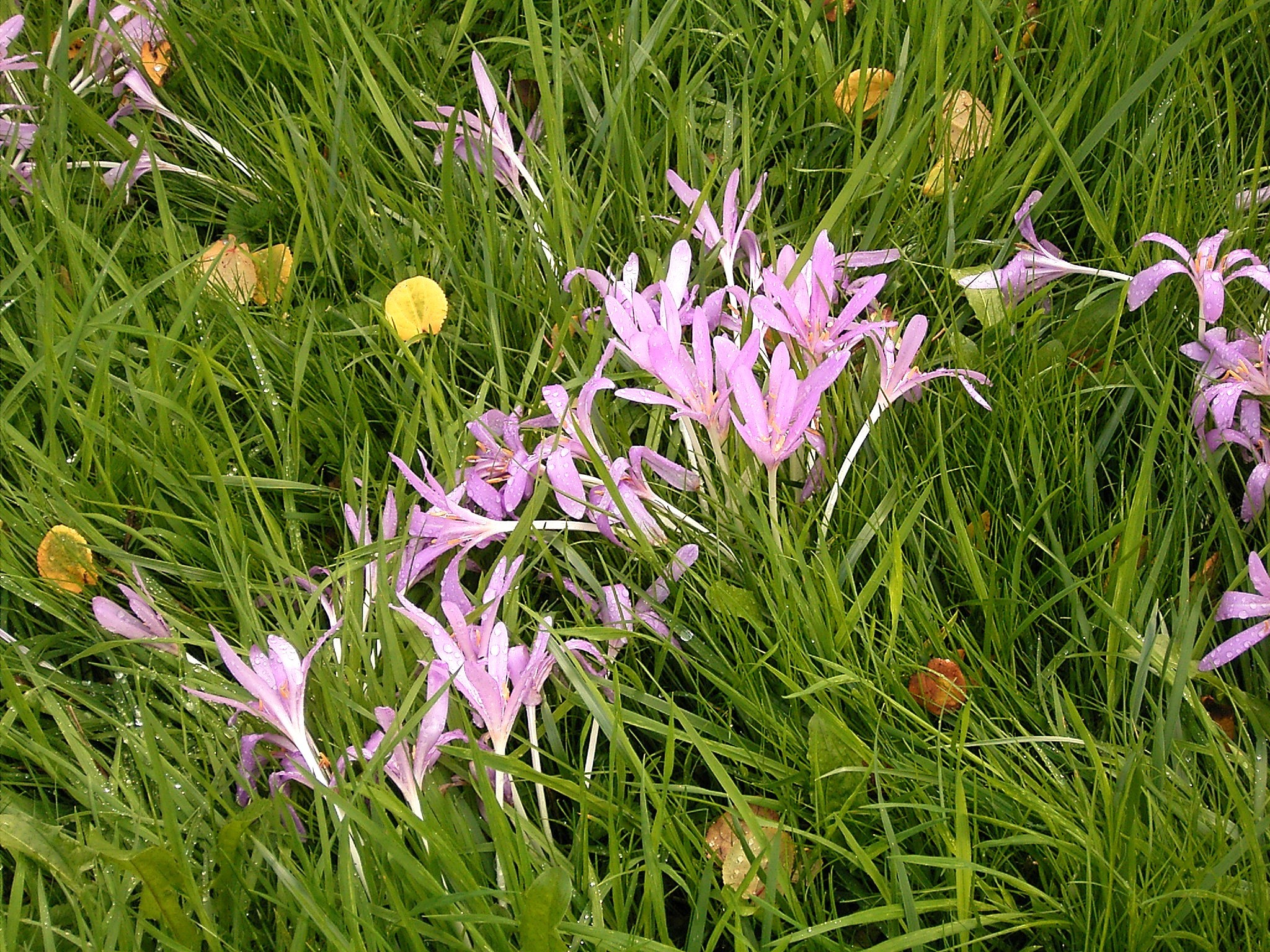
Herbstzeitlose (Colchicum autumnale)